# Anthrax candidulus
Anthrax candidulus är en tvåvingeart som beskrevs av Hesse 1956. Anthrax candidulus ingår i släktet Anthrax och familjen svävflugor. Inga underarter finns listade i Catalogue of Life.